# Улица Водников (Самара)
У́лица Во́дников — проходит в Самарском районе городского округа Самара, одна из самых старых улиц города.
Берёт начало от реки Самары, изгибаясь, идёт параллельно некогда существовавшей протоке, получившей название «Самарской перебоины», и затем направляется вдоль Волги. Пересекает улицы Григория Засекина, Кутякова, Крупской, Комсомольскую, Пионерскую, Венцека. Заканчивается Ленинградской улицей.
Параллельные улицы: Максима Горького и Алексея Толстого.

## Этимология годонима и история улицы
В границах современных улиц Кутякова, Засекина и Водников располагалась первая самарская деревянная крепость, построенная по приказу воеводы Григория Засекина в 1586 году, который и считается годом основания Самары. Но улиц как таковых в те времена в Самаре ещё не было.
Основу улицы определила дорога, проходившая от древних Спасских ворот крепости к волжской пристани ещё с 1639 года. Кварталы, расположенные по обеим сторонам Большой улицы, были неодинаковы по форме и величине. Продольная улица образовывала узел планировочной структуры города. 
На углу улиц Кутякова и Водников стоял Спасо-Преображенский православный храм, построенный в 1685 году — сначала деревянный, а потом на его месте и каменный, который был снесён при строительстве моста через реку Самару в 1952 году. Храм находился на территории Спасо-Преображенского женского монастыря (ныне не существует). Спасо-Преображенский мужской монастырь располагался дальше, на углу современных улиц Водников и Комсомольской, он прекратил своё существование ещё до 1782 года
До 1860 года улица называлась просто «Большая». Затем носила название «Преображенская». 
В 1930-х годах на месте давно уже несуществующей самарской крепости в границах улиц Кутякова, Засекина (тогда Карбюраторной) и Водников был построен мукомольный завод (на данный момент уже не функционирует).

## Здания и сооружения
К 1820-м годам был построен первый жилой каменный дом в Самаре, стоявший на углу нынешних улиц Водников и Григория Засекина (тогда — Троицкой). Вероятно, архитектором его был Яков Петрович Миронов.
По проекту известного в Поволжье архитектора М, Коринфского в 1828 году была построена каменная церковь Успения — на углу улиц Водников и Комсомольской. Облик церкви в стиле зодчества русского классицизма стал началом архитектурной направленности в застройке улицы и даже этой части Самары, так называемого «старого города».
Типичная особенность деревянных домов состоит в том, что они внутри своей объёмной формы имеют антресольный (пониженной высоты) этаж спальных комнат. Как правило, такой этаж с собственной внутренней лестницей располагался в сторону двора. Такая компоновка помещений позволяла создавать внутри дома большие и высокие парадные залы. Фасады таких зданий давали возможность развивать композиционные и художественные формы оконных наличников, венчающих карнизов и их фризов.
В самом начале улицы Водников в 1986 году, к 400-летию города, студенческая группа архитектурного факультета Куйбышевского строительного института под руководством доцента Николая Алексеевича Красько установила декоративную деревянную башню «Крепость Самара». А напротив через улицу, на заборе завода, была установлена памятная доска со стилизованным изображением самарской крепости.

### Чётная сторона
- № 22 — бывший дом Суханова, объект культурного наследия № 6300186001.
- № 52 — ООО «Самарский мукомол»[5]. Мельницу построили купцы Якимов и Отройков. Возведена в русском стиле в 1903 г. Авторство приписывается А. Щербачеву[6].

### Нечётная сторона
- № 1 — памятник архитектуры, бывший дом купчихи О. В. Шадриной, построен в 1851 году, реконструирован в 2003 году, в настоящее время в здании располагается ресторанно-гостиничный комплекс.
- № 89 (угол ул. Венцека) — двухэтажный дом П. Г. Новокрещёнова, построен в 1860 году, объект культурного наследия № 6300182000

## Транспорт
На большей части улицы движение общественного транспорта отсутствует, оживлён лишь участок от улицы Комсомольской до моста через реку Самару.
- Троллейбусы: 6, 16
- Автобусы: 77
- Маршрутные такси: 48д, 48к, 77д, 92, 205, 247, 259, 295